# کانچو
کانچو (به ژاپنی:カンチョー) یک نوع شوخی دستی است که در کشورهای آسیای خاوری بین پسران و دختران دبستانی و دبیرستانی رایج است و در کره با نام ddongchim و در چین با نام Qiānnián shā شناخته می‌شود. این شوخی این گونه انجام می‌شود که دو دست را به یک دیگر می‌چسبانیم و با انگشتانمان حالتی مانند تفنگ ایجاد می‌کنیم و سپس انگشتان در مقعدش فرومی‌کنیم (انگشت کردن) و فریاد می‌زنیم کان-چو! این واژه به دو شیوه نوشتاری نوشته می‌شود که البته هر دو یک جور خوانده می‌شوند (kancho). اگر این واژه را با کاتاکانا بنویسیم به گونه カンチョー معنی شوخی دستی می‌دهد که لفظ محترمانه و رسمی نیست ولی اگر آن را با کانجی بنویسیم که در اصل واژه کانچو شوخی از آن گرفته شده به گونه 浣腸 آنگاه معنی تنقیه برای کارهای درمانی را می‌دهد.